# Каттара (город)

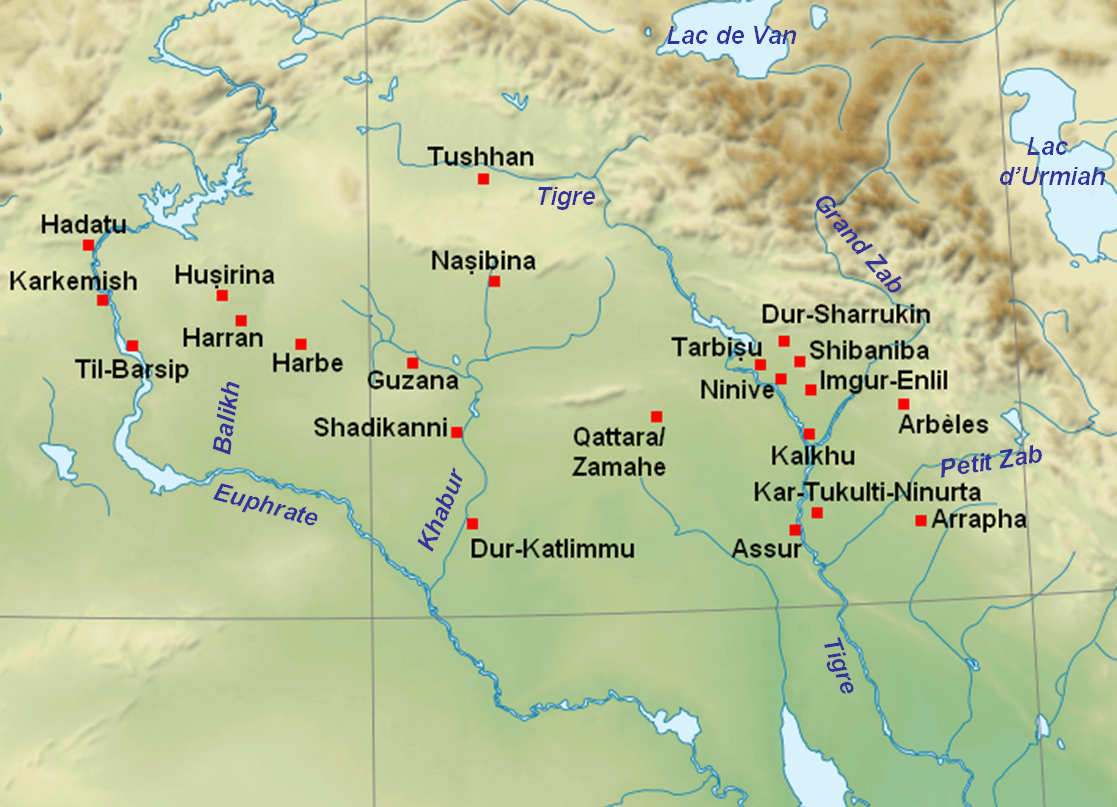
Основные города Ассирии.

Каттара (Телль эр-Римах) — древний город в Верхней Месопотамии на юго-востоке нагорья Джебель-Синджара, столица одноименного царства. Раскопан английской экспедицией в 1964—1971 годах. В нём были найдены многочисленные архивы, в частности, дворцовый архив, состоящий примерно из 200 текстов времени Хаммурапи. Иногда Телль эр-Римах отождествлялся с Караной, однако более вероятной представляется его идентификация с Каттарой.